# Christian Nucci

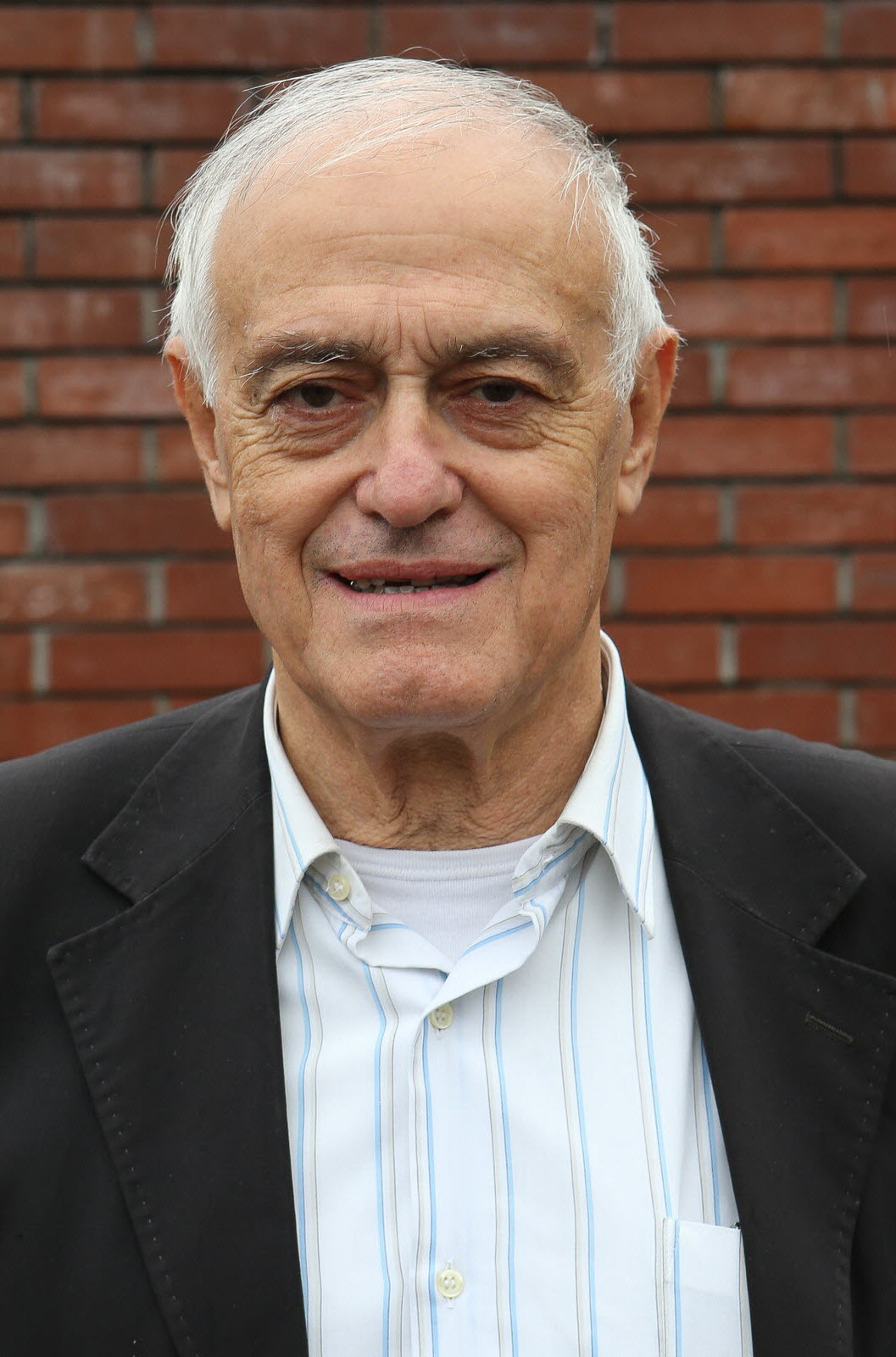
Christian Nucci, 2014

Christian Léon Colombo Nucci (* 31. Oktober 1939 in Turenne, heute: Sabra, Provinz Tlemcen, Algerien) ist ein französischer Politiker der Parti socialiste (PS), der Mitglied der Nationalversammlung (Assemblée nationale) und Beigeordneter Minister war.

## Leben
Christian Léon Colombo Nucci, der zu den Pied-noir genannten Algerien-Franzosen gehört, war als Lehrer für Geografie und Geschichte an einem Collège tätig und begann seine politische Laufbahn 1976, als er für die Parti socialiste (PS) zum Mitglied des Generalrates des Département Isère gewählt wurde, in dem er bis 2015 den Wahlkreis (Kanton) Beaurepaire vertrat. 1977 wurde er des Weiteren Bürgermeister von Beaurepaire und hatte dieses Amt über dreißig Jahre lang bis 2008 inne. Bei der Parlamentswahl vom 12. März 1978 wurde er für die PS zum ersten Mal zum Mitglied der Nationalversammlung (Assemblée nationale) gewählt und vertrat dort nach seiner Wiederwahl bei der Parlamentswahl vom 14. Juni 1981 zwischen dem 3. April 1978 und dem 15. Juni 1982 das Département Isère. Er war ferner vom 19. Dezember 1981 bis zum 22. Oktober 1982 erster Hochkommissar (Haut-commissaire de la République) in Neukaledonien.
Nach seiner Rückkehr übernahm Nucci am 8. Dezember 1982 im zweiten Kabinett Mauroy Beigeordneter Minister für Zusammenarbeit und Entwicklung im Außenministerium	(Ministre délégué chargé de la coopération et du développement, auprès du ministre des relations extérieures) und bekleidete dieses Amt zwischen dem 22. März 1983 und dem 17. Juli 1984 auch im dritten Kabinett Mauroy sowie vom 20. Juli 1984 bis zum 21. März 1986 ferner im Kabinett Fabius. Nach seinem Ausscheiden aus der Regierung wurde er bei der Parlamentswahl vom 16. März 1986 erneut zum Mitglied der Nationalversammlung gewählt, in der er bis zum 14. Mai 1988 wiederum das Département Isère vertrat. In der sogenannten Affaire du Carrefour du développement wurde Nucci beschuldigt, staatliche Entwicklungshilfe in Millionenhöhe veruntreut zu haben. Zwischen dem 11. Juni 1987 und dem 10. Dezember 1987 wurde dieses Verfahren vor dem aus Parlamentsmitgliedern und anderen Personen bestehenden Obersten Justizgericht (Haute cour de justice) verhandelt. Am 15. Dezember 1992 wurde er ferner Präsident des neu gegründeten Gemeindeverbandes Communauté de communes du Territoire de Beaurepaire.